# Windows NT
A Microsoft Windows NT a Microsoft Windows operációs rendszerek egy – eredetileg a vállalati felhasználókat megcélzó – irányzata. Először az OS/2 3.0-ra, egy a Microsoft Corporation és az IBM közti projektre alapult. Miután ez az együttműködés megszakadt, az IBM folytatta az OS/2 3.0 (később OS/2 Warp) eladását, míg a Microsoft átnevezte a saját változatát Microsoft Windows NT-re.
Az „NT” név eredete vitatott. Sokan hiszik azt, hogy a fő fejlesztő Dave Cutler találta ki a „WNT” rövidítést a VMS operációs rendszeren (melyet szintén ő fejlesztett) való szójátékként, eggyel előre léptetve minden betűt. Habár ez illene Cutler humorához, a projekt korábbi neve, az „NT OS/2” megdönti ezt a nézetet. Egy másik korai Windows NT-tervező, Mark Lucovsky azt állítja, hogy a név az Intel i860 processzor kódnevére, az „N-Ten”-re alapul, amely az eredeti célhardvernek lett szánva. A hivatalos Microsoft kiadványok az NT-t a „New Technology”, azaz új technológia rövidítésének tulajdonítják.
A Windows 3.1-gyel való együttműködés miatt az új rendszer a 3.1-es verziótól kezdte útját. Viszont a Windows NT már 32 bites operációs rendszer volt, kivéve természetesen a DEC Alpha processzoros változatát, mivel az Alpha processzornak csak 64 bites üzemmódja van, 32 bites nincs, így minden programja 64 bites.
A Microsoft Windows NT 3.1 új funkciói közé tartozott egy többfeladatos, Windows-alapú alkalmazásokra használt ütemező; beépített hálózatkezelés; tartományvezérlő funkció; OS/2 és POSIX alrendszerek; a többprocesszoros architektúrák támogatása; valamint az NTFS fájlrendszer.
A Windows NT volt az első Windows operációs rendszer, amely támogatást nyújtott a professzionális ügyfél–kiszolgáló üzleti alkalmazásoknak és az iparág vezető személyi alkalmazásainak is. Eleinte elérhető volt asztali (munkacsoport), valamint kiszolgáló változatban is, melynek a neve Windows NT Advanced Server volt. Az asztali verziónak a fejlesztők vették hasznát a Microsoft Win32 alkalmazásprogramozási felülete (API) miatt.
1998 októberében a Microsoft bejelentette, hogy a Windows NT nem fogja tovább hordani az NT rövidítést, és az operációs rendszer következő főbb változata Windows 2000 néven fog megjelenni.

## Változatok
A Windows NT-ket bonthatjuk asztali és kiszolgálótermékek csoportjára.
- Asztali Windows NT termékek
  - Windows NT 3.1
  - Windows NT 3.5
  - Windows NT 3.51
  - Windows NT 4.0
  - Windows 2000 Professional
  - Windows XP
  - Windows Vista
  - Windows 7
  - Windows 8
  - Windows 8.1
  - Windows 10
  - Windows 11
- Kiszolgáló Windows NT termékek
  - Windows NT Advanced Server 3.1
  - Windows NT Server 3.5
  - Windows NT Server 3.51
  - Windows NT Server 4.0
  - Windows NT Server 4.0, Enterprise Edition
  - Windows NT Server 4.0, Terminal Server Edition
  - Windows 2000 Server-család
  - Windows Server 2003
  - Windows Server 2008
  - Windows Server 2012
  - Windows Server 2016
  - Windows server 2019